# Митропа куп 1982.
Митропа куп 1982 је четрдесета година организовања Митропа купа.
Такмичење је одржано од 20. октобра 1981. до 12. маја 1982.. Од ове сезоне у такмичење су укључени и клубови других лига. Играло се у групи двокружним лига системом уз учествовање по једне екупе из Италије, Мађарске, Чехословачке и Југославије. 

### Резултати
| Клуб         | Држава                                           | Резултати | Држава                                           | Клуб                 |
| ------------ | ------------------------------------------------ | --------- | ------------------------------------------------ | -------------------- |
| ФК Милан     | Италија                                          | 1-2, 3-0  | Чешка                                            | ФК Витковице         |
| ФК Милан     | Италија                                          | 1-1, 2-1  | Социјалистичка Федеративна Република Југославија | НК Осијек            |
| ФК Милан     | Италија                                          | 2-0, 1-0  | Мађарска                                         | ФК Сомбатеји Халадаш |
| ФК Витковице | Чешка                                            | 0-0, 1-0  | Социјалистичка Федеративна Република Југославија | НК Осијек            |
| ФК Витковице | Чешка                                            | 2-2, 6-1  | Мађарска                                         | ФК Сомбатеји Халадаш |
| НК Осијек    | Социјалистичка Федеративна Република Југославија | 2-4, 3-0  | Мађарска                                         | ФК Сомбатеји Халадаш |

### Табела
| Плас. | Тим                     | ИГ | Д | Н | ИЗ | ГД | ГП | Бод |
| ----- | ----------------------- | -- | - | - | -- | -- | -- | --- |
| 1     | ФК Милан                | 6  | 4 | 1 | 1  | 10 | 4  | 9   |
| 2     | ФК Витковице            | 6  | 3 | 2 | 1  | 11 | 7  | 8   |
| 3     | НК Осијек               | 6  | 1 | 2 | 3  | 7  | 8  | 4   |
| 4     | ФК Szombathelyi Haladás | 6  | 1 | 1 | 4  | 7  | 16 | 3   |

ИГ = Играо утакмица; Д = Добио; Н = Нерешио; ИЗ = Изгубио; ГД = Голова дао; ГП = Голова примио;Бод = Бодови